# Cercomela
Cercomela är ett fågelsläkte i familjen flugsnappare inom ordningen tättingar. Släktet omfattar nio arter som dels förekommer i Afrika söder om Sahara, dels från Sinaihalvön till Arabiska halvön och dels i nordöstra Pakistan och norra Indien:
- Kapskvätta (C. sinuata)
- Karrooskvätta (C. schlegelii)
- Traktrakskvätta (C. tractrac)
- Roststjärtad stenskvätta (C. familiaris)
- Brunstjärtad stenskvätta (C. scotocerca)
- Brun stenskvätta (C. fusca)
- Awashstenskvätta (C. dubia)
- Svartstjärt (C. melanura)
- Hedskvätta (C. sordida)

Studier visar dock att arterna i Cercomela inte är varandras närmaste släktingar. Därför löses Cercomela numera oftast upp och arterna förs istället till släktena Emarginata, Pinarochroa samt införlivas bland stenskvättorna i Oenanthe. Detta återspeglas också i de nyligen tilldelade svenska trivialnamn.